# Life Is a Circus, Charlie Brown
Life Is a Circus, Charlie Brown (en español La vida es un circo, Charlie Brown) es el vigésimo especial animado en horario prime-time basado en el popular cómic diario Peanuts, de Charles M. Schulz. Se estrenó el 24 de octubre de 1980 por la CBS. 

## Sinopsis
Snoopy está acostado en el techo de su cucha y empieza a oír música. Al seguirla, llega a un circo. Entre otros animales, se encuentra con tres caniches, y se enamora de la blanca, cuyo nombre es Fifi. La sigue hasta la entrada de la carpa, cuando Polly, la entrenadora de perros, lo entra de un tirón. 
Al día siguiente, Charlie Brown y los chicos tienen el día libre y van al circo. De inmediato, todos reconocen a Snoopy en el acto de los perros. La mayoría de ellos se alegran y divierten con la "nueva carrera" de Snoopy, a pesar de sus errores, ya que no está entrenado, pero Charlie Brown piensa que la única ocupación de Snoopy es ser su perro. 
Más tarde, Charlie Brown se da cuenta de que Snoopy no ha vuelto y va al lugar donde estuvo el circo. Al llegar, ve que el circo está siendo desarmado para irse y ve a su perro entrando a un vagón babeando por Fifi. 
Polly entrena a Snoopy para convertirlo en parte del número. Primero, lo nombra "El Gran Hugo", luego, le enseña a andar en monociclo en el suelo, y por último, en la cuerda floja. Su actuación en la siguiente función resulta todo un éxito. Para la próxima función, Polly hace practicar a Snoopy y Fifi para un acto de trapecismo. 
Charlie Brown le cuenta a Linus como se convirtió en el dueño de Snoopy (escena tomada de Snoopy, vuelve a casa) y Lucy decide tapar con maderas y un cartel de "Casa clausurada" la entrada de la cucha de Snoopy, porque según ella es obvio que no volverá. 
La función con el nuevo número de trapecismo es un éxito más, pero El Coronel (dueño del circo) le dice a Polly que aunque Snoopy y Fifi son las estrellas del circo, ambos deben ser teñidos de rosado para combinar, lo que no gusta nada a los perros. Aunque intente no ser teñido por Polly, Snoopy termina completamente rosa, y la niña intenta hacer lo mismo con Fifi, pero Snoopy sale a defender a su amada y, al intentar defenderse, Polly también termina teñida, a la vez que Snoopy y Fifi escapan. En la parada de autobús, Snoopy intenta convencer a Fifi de irse con él, pero ella decide volver al circo. Se marcha, y Snoopy se sube al autobús llorando. 
De vuelta en casa, Charlie Brown se despierta al escuchar la ducha abierta, en la que Snoopy se está bañando para quitarse el coloreado rosa pero, al salir, el chico no dice nada. Luego Snoopy se hace la cena y vuelve a su cucha donde saca y rompe el letrero y las tablas puestas por Lucy. Antes de irse a la cama, enciende un letrero de neón parapadeante que dice "El Gran Hugo".

## Reparto
| Personaje        | Actor de Voz Original | Actor de redoblaje (Latinoamérica) |
| ---------------- | --------------------- | ---------------------------------- |
| Charlie Brown    | Michael Mandy         | José Manuel Vieira                 |
| Peppermint Patty | Brent Hauer           | María Teresa Hernández             |
| Polly            | Casey Carlson         | Rossana Cicconi                    |
| Linus            | Earl "Rocky" Reilly   | Maythe Guedes                      |
| Lucy             | Kristen Fullerton     | Lilo Schmid                        |
| Marcie           | Shannon Cohn          | Mercedes Prato                     |
| Schroeder        | Christopher Donohoe   | Sergio Sáez                        |
| Snoopy           | Bill Melendez         | Bill Melendez                      |

- El redoblaje venezolano fue hecho para el programa-paquete Estás en Nickelodeon, Charlie Brown a fines de los 90s. El doblaje original, hecho en México a principios de la década de 1980, se encuentra fuera de circulación.

## Distribución en video

### Lanzamiento en VHS
Anchor Bay lanzó el especial en VHS el 7 de marzo de 1990. A fines de los 90, Paramount editó el especial en el volumen 9 de la colección Snoopy Double Feature, junto con Snoopy Getting Married, Charlie Brown. 

### Lanzamiento en DVD
El especial apareció como bonus en el DVD de He's Your Dog, Charlie Brown, lanzado el 21 de septiembre de 2010. Este DVD fue editado por Warner Home Video.